# イェコラ
イェコラ（スペイン語: Yécora）はメキシコ合衆国ソノラ州の北緯28度22分、西経108度55分、標高1,576メートルにある町とその周辺の基礎自治体(ムシニピオ)である。東にチワワ州、北にサワリパ、ロサリオ・デ・テソパコ、西にスアキ・グランデ、北西にオナバスと隣接している。3312平方キロメートルの面積を有し、州全体の1.79パーセントを占めている。およその人口は317人である。